# Viimsi
Viimsi es un municipio estonio perteneciente al condado de Harju.
A 1 de enero de 2016 tiene 18 041 habitantes en una superficie de 72,8 km².
El municipio comprende la península de Viimsi, situada justo al noreste de la capital nacional Tallin, y varias islas situadas frente a la costa de la capital, como Naissaar, Prangli y Aksi. Debido a ello, es la única periferia septentrional de Tallin.
Incluye las siguientes localidades (población año 2011):
- Äigrumäe 168
- Haabneeme 5,634
- Idaotsa 41
- Kelnase 23
- Kelvingi 518
- Lääneotsa 29
- Laiaküla 740
- Leppneeme 464
- Lubja 472
- Metsakasti 772
- Miiduranna 358
- Muuga 581
- Naissaare 3
- Pärnamäe 1,556
- Pringi 984
- Püünsi 1,256
- Randvere 1,690
- Rohuneeme 440
- Tammneeme 463
- Viimsi 2,341